# José Díaz Fernández
José Díaz Fernández (Aldea del Obispo, província de Salamanca, 1898 - Tolosa de Llenguadoc, 18 de febrer de 1941) va ser un escriptor espanyol que va exercir el periodisme i va participar activament en política, enfrontant-se a la Dictadura de Primo de Rivera i a favor de la República. En acabar la Guerra Civil espanyola es va instal·lar a Tolosa de Llenguadoc.

## Dades biogràfiques
Nascut el 1898 a Aldea del Obispo, on el seu pare era carabiner, va passar la major part de la infància a Castropol (Astúries), poble de la seva família materna. Es va traslladar després a Oviedo, on es va matricular en la Facultat de Dret, i va començar a col·laborar com a cronista al diari El Noroeste de Gijón.
Cridat a files en 1921, el seu regiment va ser aviat destinat al Marroc en plena insurrecció, on romandria fins al seu llicenciament en 1922. Les experiències d'aquesta guerra colonial donarien lloc a El blocao

## Corresponsal
Després d'un breu retorn a Gijón, on va ser nomenat corresponsal del diari orteguià El Sol, en 1925 es va incorporar a la seva redacció de Madrid, introduint-se en el cercle de Revista de Occidente. Alhora, col·labora en la revista Post-guerra durant la breu vida de la publicació (1927-1928).
Col·laborador d'Acció Republicana en aquest període final de la dictadura primorriverista, va passar tres mesos en la Presó Model de Madrid i tres més de desterrament a Lisboa (1929).
Tornat a Madrid, en ser apartat José Ortega y Gasset de la direcció d'El Sol, va abandonar el diari i va passar a col·laborar amb les recentment fundades Crisol i La Luz.

## Parlamentari
A les eleccions generals espanyoles de 1931 va ser elegit diputat per Astúries en les files del Partit Republicà Radical Socialista. Aquest mateix any és nomenat secretari polític del Ministre d'Instrucció Pública, Francisco Barnés Salinas. També fou cofundador l'11 de febrer de 1933 de l'Associació d'Amics de la Unió Soviètica, creada en uns temps en què la dreta sostenia un to condemnatori els relats sobre les conquestes i els problemes del socialisme a l'URSS. Després de les eleccions de 1933, que van donar lloc al "Bienni negre", va tornar a la professió periodística a El Liberal. A les eleccions generals espanyoles de 1936 va ser elegit novament diputat, aquesta vegada per Múrcia i a les files d'Acció Republicana, el partit de Manuel Azaña.

## Guerra Civil
En esclatar la Guerra Civil espanyola va ser nomenat cap de premsa a Barcelona. Després de la caiguda de la capital catalana va passar a França, amb la seva dona i la seva filla. Va ser internat temporalment en un camp de concentració, d'on va passar a instal·lar-se a Tolosa de Llenguadoc, amb l'esperança d'obtenir un passatge per a Cuba, esperança que va frustrar la seva mort el 18 de febrer de 1941.

## Obra
La seva primera novel·la, El blocao (1928), d'intencionalitat social, narra en set episodis “els efectes que s'operen en la joventut espanyola compromesa amb la guerra del Marroc.” Aquests episodis, encara que semblen inconnexos, estan interrelacionats per l'ambient de la guerra, com aclareix el mateix autor a la “Nota per a la segona edició”:
“Jo vaig voler fer una novel·la sense una altra unitat que l'atmosfera que sosté els episodis. L'argument clàssic està substituït per la dramàtica trajectòria de la guerra, així com el personatge, per la seva mateixa impersonalitat, vol ser el soldat espanyol, es digui Villabona o Carlos Arnedo. D'aquesta manera pretenc interessar el lector de manera diferent a la coneguda; és a dir, ficant-lo en un món opac i tràgic, sense herois, sense grans individualitats, tal com jo vaig sentir al Marroc de llavors.”
També un contingut social i polític exposat a través d'una barreja de tècniques avantguardistes i realistes es percep a la novel·la La Venus mecánica (1929), panorama del Madrid de la dictadura de Primo de Rivera.
Díaz Fernández va escriure a més els relats «La largueza», inclòs al volum col·lectiu Las siete virtudes (1931), i «Cruce de caminos» (1931). En 1923 havia publicat la novel·la curta El ídolo roto a la col·lecció "La novela Asturiana".
A l'assaig El nuevo romanticismo (1930), subtitulat «Polèmica d'art, política i literatura», va defensar la necessitat d'una “rehumanització” de l'art.
Va dirigir, juntament amb Antonio Espina i Joaquín Arderíus, la revista Nueva España (1930-31) i, en col·laboració amb aquest últim, va compondre la Vida de Fermín Galán (1931). Amb el pseudònim “José Canel” va recollir en llibre una sèrie de reportatges, Octubre rojo en Asturias (1935).

## Obres de José Díaz Fernández
- Prosas[Enllaç no actiu]. Introducció i selecció de Nigel Dennis, a la Biblioteca Virtual Cervantes.